# Minni Grosch
Minni Grosch (geb. 13. September 1879 als Wilhelmine Maria Grosch in Mainz-Kastel; gest. 21. Januar 1963 in Mainz-Gonsenheim), auch bekannt als Minnie Grosch und Elisabeth Gerheim, war eine deutsche Schriftstellerin. Sie veröffentlichte vor allem Mädchenliteratur zwischen den 1920er und 1950er Jahren. Einige ihrer Werke vor allem aus den 1930er Jahren sind antisemitische und rassistische Romane im Sinne der nationalsozialistischen Propaganda.

## Leben
Grosch wurde 1879 in Mainz-Kastel geboren. Ihre Schwester war die Malerin Sophie Grosch (1874–1962). Sie absolvierte das Lehrerinnenseminar in Darmstadt und war dann von 1912 bis 1934 Hausschriftleiterin bei der Union Deutsche Verlagsgesellschaft in Stuttgart. Von 1912 bis 1928 leitete sie eine Privatschule.
In den 1920er und 1930er Jahren veröffentlichte sie mehrere Backfischromane als Teil der Kränzchen-Bibliothek. Viele dieser Bücher wurden mehrfach neu aufgelegt. Während der Zeit des Nationalsozialismus schrieb sie mehrere propagandistische Mädchenromane. Nach dem Ende des Zweiten Weltkriegs wurde ihr Buch Um Hof und Sippe (1938) in der Sowjetischen Besatzungszone auf die Liste der auszusondernden Literatur gesetzt.
Sie starb 1963 in Mainz-Gonsenheim. Grosch stand 2020 auf einer Liste von Frauen aus Gonsenheim, nach denen Straßen künftig benannt werden könnten.

## Themen
Literaturwissenschaftliche Forschung beschränkt sich auf jene Werke Groschs, die der nationalsozialistischen Ideologie nahestanden, darunter vor allem Grenzlandjugend und Ein Mädel kämpft fürs neue Reich (beide 1934). Der Einband von Ein Mädel kämpft fürs neue Reich, gestaltet von Kurt Lange, zeigt ein Mädchen vom Bund Deutscher Mädel, das neben einem Schäferhund steht und die Hand zum Hitlergruß erhoben hat.
Grenzlandjugend greift die rassistische Kampagne der „Schwarzen Schmach“ auf, der zufolge Schwarze Soldaten der französischen Besatzungsarmee im Rheinland nach dem Ersten Weltkrieg eine Gefahr für die deutsche Frau und damit für das „Deutschtum“ an sich dargestellt hätten. Schwarze Menschen wurden im Rahmen der Kampagne rassistisch als Mörder und sexuelle Wilde verunglimpft. Propaganda hierzu wurde auch nach Abzug der nichtweißen Truppen aus dem Rheinland Ende der 1920er Jahre weiter in Literatur verarbeitet.
Der Literaturwissenschaftler Joseph Kebe-Nguema analysiert, Grosch habe bei diesem Roman Elemente der Mädchenkolonialliteratur übernommen. Wie in Mädchenkolonialromane bricht die Protagonistin aus traditionellen Geschlechterrollen aus durch Einbettung in männliche Kontexte des Widerstands gegen die französische Besatzungsmacht sowie durch die besondere nationalistische Tapferkeit, die sie zeigt, um Deutschland zu dienen. Charakteristisch ist schließlich auch die rassistische und entmenschlichende Darstellung von nichtweißen Figuren, in diesem Fall nichtweiße französische Soldaten, als Tiere sowie als größte Gefahr und potentielle Vergewaltiger für die weiße Frau.
Grosch stellt Sexualität zwischen Deutschen und Nichtdeutschen in Grenzlandjugend negativ dar, wie auch in der Trivialliteratur anderer Schriftsteller, die die „Schwarze Schmach“ verarbeiteten, so etwa Marga Trotts Freiwild am Rhein (1922) und Artur Landsbergers Elisabeth (1922). Weiße französische Soldaten werden als grausam dargestellt; ein weißer französischer Soldat in Grenzlandjugend nutzt eine deutsche weibliche Nebenfigur, die nicht nationalistisch gesinnt ist und sich mit ihm einlässt, aus. Kebe-Nguema schreibt: „Wer mit Nichtdeutschen verkehrt, soll letztendlich darunter leiden.“
In Grenzlandjugend stellt Grosch Juden antisemitisch als den Grund für die Misere von Deutschland nach dem Ersten Weltkrieg dar: „Meist waren es von Osten Eingewanderte, denen das Schicksal Deutschlands gleichgültig war. Vampiren vergleichbar, saugten sie mitleidlos dem Volk die letzte Kraft aus.“ Grosch stellt die angebliche Gier der Juden der Großzügigkeit der deutschen Figuren gegenüber.

## Werke
- Die Letzte des Hauses Willbrunn. Roman als Teil der Kränzchen-Bibliothek. 1921.
- Jungbrunnen. Roman als Teil der Kränzchen-Bibliothek. 1923.
- Die Kloppensteiner. Roman als Teil der Kränzchen-Bibliothek. 1928.
- Der Freundschaft duftig Blümlein. Erzählungen für junge Mädchen. 1928.
- Das Nichtslein. Erzählung als Teil der Kränzchen-Bibliothek. 1928.
- Vor goldenen Toren. Eine fröhliche Jungmädchengeschichte. Teil der Kränzchen-Bibliothek. 1929.
- Der wunderbare Jakob. Heiteres und Ernstes aus der Schulmädchenzeit. 1929.
- Durch Freud und Leid. Schicksale zweier Mädchen. 1929.
- Kunterbunt. Lustige Kindergeschichten. Mit Illustrationen von Johannes Grüger. 1931.
- Fräulein Lohengrin. Lustige Jungmädelgeschichten. 1931.
- Lustiges aus der Quarta. Erzählung. 1932.
- Drei Mädchen auf der Waage. Erzählung für junge Mädchen. Teil der Kränzchen-Bibliothek. 1932.
- Der Weg ins Freie. Heitere Jungmädelgeschichte. 1933.
- Das alte Lied. Fröhlich-Beschauliches um ein Original der Rokokozeit. 1933.
- Grenzlandjugend. Erzählung aus deutscher Notzeit. 1934.
- Ein Mädel kämpft fürs neue Reich. Erzählung aus deutscher Sturmzeit. 1934.
- Verlockende Pfade. Eine tragikomische Jungmädelgeschichte. Teil der Kränzchen-Bibliothek. 1934.
- Die Draufgängerin. Eine Geschichte mit vertauschten Rollen. 1935.
- Marlens stiller Liebesweg. Roman. 1937.
- Um Hof und Sippe. Roman. 1938.
- Menschen im Strom. Roman. 1939.
- Die große Kraft der kleinen Anne-Barb. Roman für junge Mädchen. 1940.
- Die Frau für Detlev Torsten. Roman. 1940.
- Das Kreuz am Wege. Eine Begegnung heute. 1951.
- Wenn Tiere lachen könnten ... Heiter-Besinnliches von uns und ihnen. 1951.
- Betty geht in Urlaub. Roman. 1956.